# Notocolossus

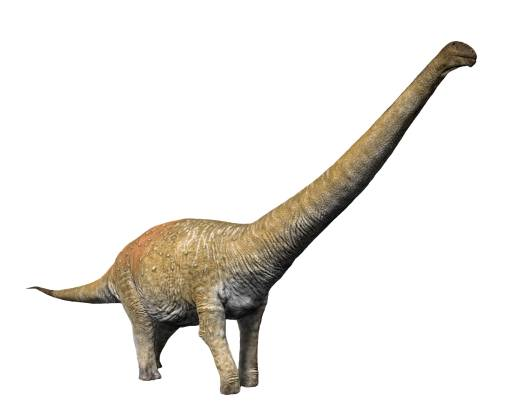
Notocolossus gonzalezparejasi

Notocolossus gonzalezparejasi is een plantenetende sauropode dinosauriër, behorend tot de Titanosauriformes, die tijdens het late Krijt leefde in het gebied van het huidige Argentinië.

## Vondst en naamgeving
Bernardo Javier González-Riga ontdekte fossielen van reusachtige sauropoden bij Cerro Guillermo, in Malargüe in het zuiden van de provincie Mendoza.
In 2016 werd de typesoort Notocolossus gonzalezparejasi benoemd en beschreven door Bernardo J. González Riga, Matthew Carl Lamanna, Leonardo Daniel Ortiz David,
Jorge Orlando Calvo en Juan P. Coria. De geslachtsnaam verbindt de Oudgriekse woorden νότος, notos, "zuidenwind", en κολοσσός, kolossos, "reusachtig standbeeld", in verwijzing naar de zuidelijke herkomst en de reusachtige omvang van het dier. De soortaanduiding eert Jorge González Parejas, die de dinosauriërfossielen in de provincie twee decennia heeft bestudeerd.

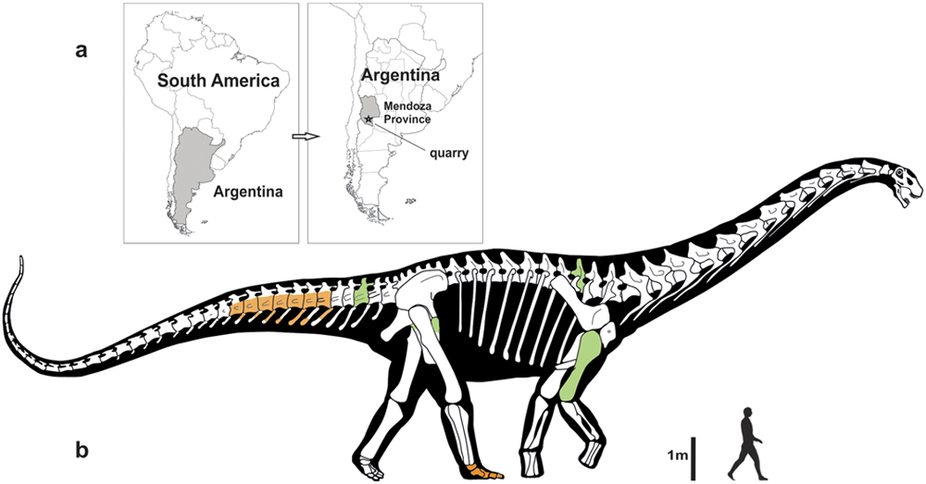
Diagram van de fossielen en de vindplaats van Notocolossus met de beenderen van het holotype in het groen

Het holotype, UNCUYO-LD 301, is gevonden in een laag van de Plottierformatie die dateert uit het Coniacien-Santonien, ongeveer zesentachtig miljoen jaar oud. Het bestaat uit een gedeeltelijk skelet zonder schedel. Bewaard zijn gebleven: een voorste ruggenwervel, een voorste staartwervel, een rechteropperarmbeen en de bovenkant van een linkerschaambeen. Hoewel de botten niet in verband zijn gevonden, werden ze toch als behorend tot één individu beschouwd omdat ze op een oppervlakte van acht bij acht meter werden opgegraven. Een tweede gedeeltelijk skelet zonder schedel is toegewezen: specimen UNCUYO-LD 302 dat een kleiner dier vertegenwoordigt. Het bestaat uit een reeks van zeven voorste staartwervels en de complete rechtervoet met daaraan verbonden het sprongbeen. Het is op 403 meter afstand van het holotype gevonden op een oppervlakte van vijf bij vijf meter.

## Beschrijving

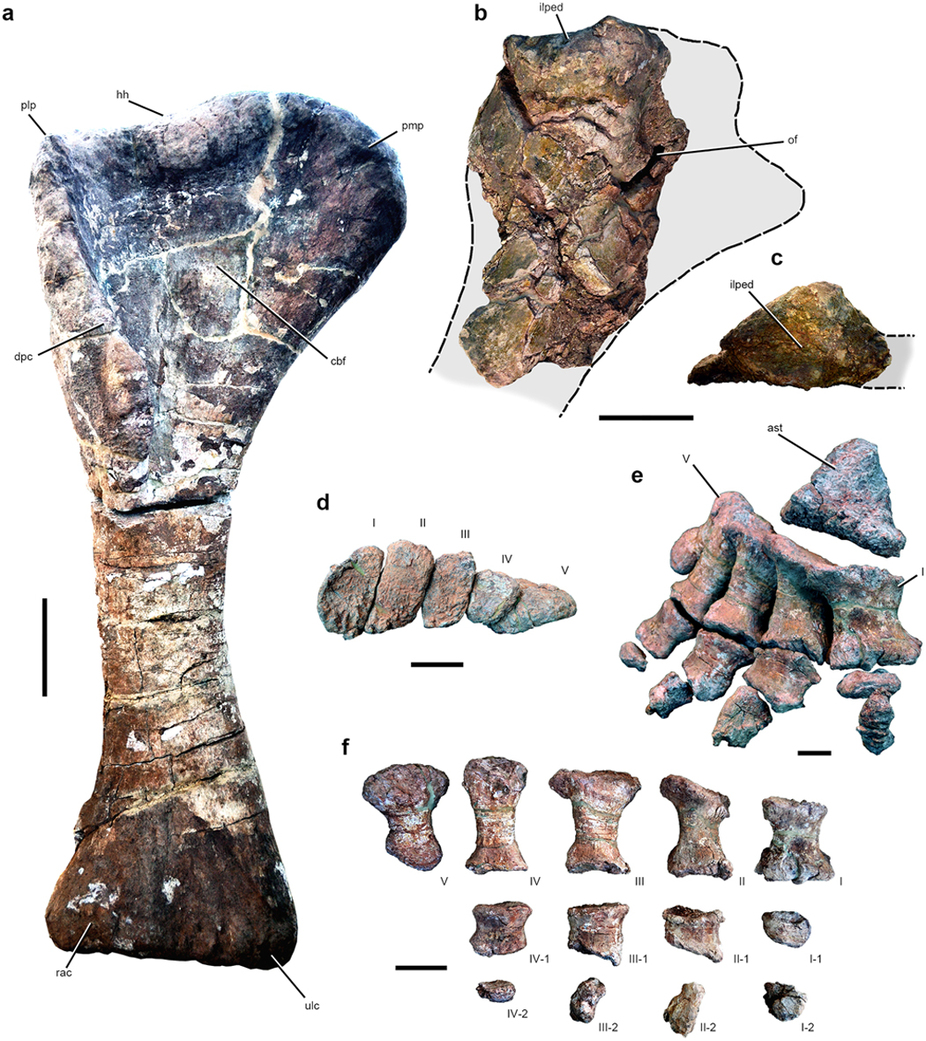
Ledematen

Notocolossus is een reusachtige sauropode met een geschatte lengte van tussen de vierentwintig en zevenentwintig meter. Indien men van de omtrek van het opperarmbeen die van het dijbeen extrapoleert en de methode Campione toepast voor een gewichtsschatting komt men uit op 60,4 ton. De beschrijvers gaven echter aan dat deze methode voor sauropoden vrij onbetrouwbaar is en dat een gewicht van rond de veertig ton dichter bij de waarheid zal hebben gelegen. Zelfs dan is Notocolossus een van de grootste bekende landdieren.
De beschrijvers wisten negen autapomorfieën, unieke afgeleide eigenschappen, vast te stellen. Bij de voorste ruggenwervel is de groeve tussen de voorrand van het zijuitsteeksel en de onderrand van het zijuitsteeksel verdeeld door twee extra richels waarvan de een verticaal loopt en de tweede deze in de lengterichting kruist. De voorste staartwervels hebben op de voorzijde van het doornuitsteeksel verticale richels die elkaar onderaan raken, boven het niveau van de voorste gewrichtsuitsteeksels, en zo een V-vormige structuur scheppen. Het opperarmbeen heeft een sterk uitgebreide bovenste binnenhoek waarvan de punt ver binnen de lijn van de schacht uitsteekt. Het opperarmbeen heeft een sterk verbrede bovenkant, 2,9 maal zo breed als de schachtdoorsnede. Het opperarmbeen heeft onder de fossa coracobrachialis schuin van boven en buiten naar binnen en beneden een richel lopen. Bij het eerste middenvoetsbeen is de bovenste breedte groter dan de lengte. Het derde middenvoetsbeen is relatief kort met 1,2 maal de lengte van het eerste middenvoetsbeen. De bovenste teenkootjes zijn anderhalfmaal zo breed als hun middenvoetsbeenderen lang zijn. De voetklauwen zijn gereduceerd, ruw en recht afgesneden.

## Fylogenie
Notocolossus is in de Titanosauria geplaatst en daarbinnen in de Lithostrotia, in een vrij basale positie als de zustersoort van Dreadnoughtus.